# Kermoroc’h
Kermoroc’h ([kɛʁmoʁɔk]; bretonisch Kervoroc’h) ist eine französische Gemeinde mit 429 Einwohnern (Stand: 1. Januar 2022) im Département Côtes-d’Armor in der Region Bretagne. Sie gehört zum Arrondissement Guingamp und zum Gemeindeverband Guingamp-Paimpol Agglomération. Die Bewohner nennen sich Kermorochois und Kermorochoises.

## Geografie
Die Gemeinde Kermoroc’h liegt im Norden der bretonischen Halbinsel, acht Kilometer nordnordwestlich der Arrondissementshauptstadt Guingamp und etwa 30 Kilometer südwestlich der Rosengranit-Küste des Ärmelkanals. Entwässert wird das Gemeindegebiet von den Bächen Ruisseau du Poirier und Ruisseau de Grand Bois, die in den Théoulas münden, einen Nebenfluss des Jaudy.
Die Gemeinde Kermoroc’h besteht aus folgenden Dörfern und Ortsteilen:
- Crec’h Mingant
- Douar Lavar
- Goasorgant
- Kerbellec
- Kercadiou
- Keréven
- Kerfichet
- Kermoalquin
- Kersteven
- La Métairie Neuve
- Langouérat
- La Solaye
- La Villeneuve
- Le Guern
- Le Vieux Poirier
- Park Foën
- Park Névez
- Penn ar Run
- Porz Ru
- Poullo Pri
- Ruglaziou
- Toul ar Hoat
- Traoun an Ouas

sowie aus zahlreichen namenlosen kleinen Weilern und Einzelhöfen. Das Dorf Kermoroc’h mit Rathaus und Kirche befindet sich im Nordwesten der Gemeinde.
Die Landschaft um Kermoroc’h ist durch Acker- und Grünlandflächen geprägt, die durch die für die Umgebung typischen Hecken voneinander getrennt sind. Abgesehen von den Hängen an steilen Flussabschnitten ist das Gemeindegebiet fast waldfrei.
Nachbargemeinden von Kermoroc’h sind Landebaëron im Norden, Squiffiec im Nordosten, Trégonneau im Osten, Plouisy im Süden sowie Saint-Laurent im Westen.

## Geschichte
Der Ortsname Kermoroc’h setzt sich aus den bretonischen Begriffen „Ker“ (= Dorf), „Mor“ (= Meer) und „Roc’h“ (= Fels) zusammen. Möglich ist auch die Herkunft über einen Personennamen (morech, moroch). Das Gemeindegebiet von Kermoroc’h (von 1793 bis 1801 Kmorch genannt) besteht seit 1793 unverändert.

### Bevölkerungsentwicklung
| Jahr                       | 1962 | 1968 | 1975 | 1982 | 1990 | 1999 | 2006 | 2014 | 2021 |
| Einwohner                  | 344  | 326  | 284  | 283  | 268  | 324  | 376  | 440  | 433  |
| Quellen: Cassini und INSEE |      |      |      |      |      |      |      |      |      |

Im Jahr 1866 wurde mit 624 Bewohnern die bisher höchste Einwohnerzahl ermittelt. Die Zahlen basieren auf den Daten von cassini.ehess und INSEE.

## Sehenswürdigkeiten
- Reste einer Motte aus dem 12. oder 13. Jahrhundert in Le Vieux Poirier[4]
- Pfarrkirche Sainte-Brigitte, erbaut 1894/95[5]
- Die Kapelle Saint-Louis im Ortsteil Langouérat, vom 14. bis 17. Jahrhundert die alte Pfarrkirche von Longouérat mit letzter Restaurierung im Jahr 1645, verfiel in der Mitte des 20. Jahrhunderts. Seit 2004 hat sich ein Verein verpflichtet, die Kapelle instand zu setzen und zu erhalten.
- Calvaire vor der Kapelle Saint-Louis aus dem 17. Jahrhundert, seit 1925 als Monument historique eingeschrieben[6]
- Herrenhaus in Le Poirier aus dem Ende des 18. Jahrhunderts[7]
- Herrenhaus in Penn ar Run aus der zweiten Hälfte des 16. Jahrhunderts[8]
- Herrenhaus in Kermoalquin aus dem Ende des 17. Jahrhunderts[9]
- Herrenhaus in Kermouster aus der ersten Hälfte des 17. Jahrhunderts[10]
- Hügelgrab in Park an Ankou[11]
- Hügelgrab zwischen Kergadiou und Langouerat[12]
- Botanischer Lehrpfad entlang des Poirier-Ufers zwischen Kermoroc’h und Landebaëron mit zahlreichen Skulpturen

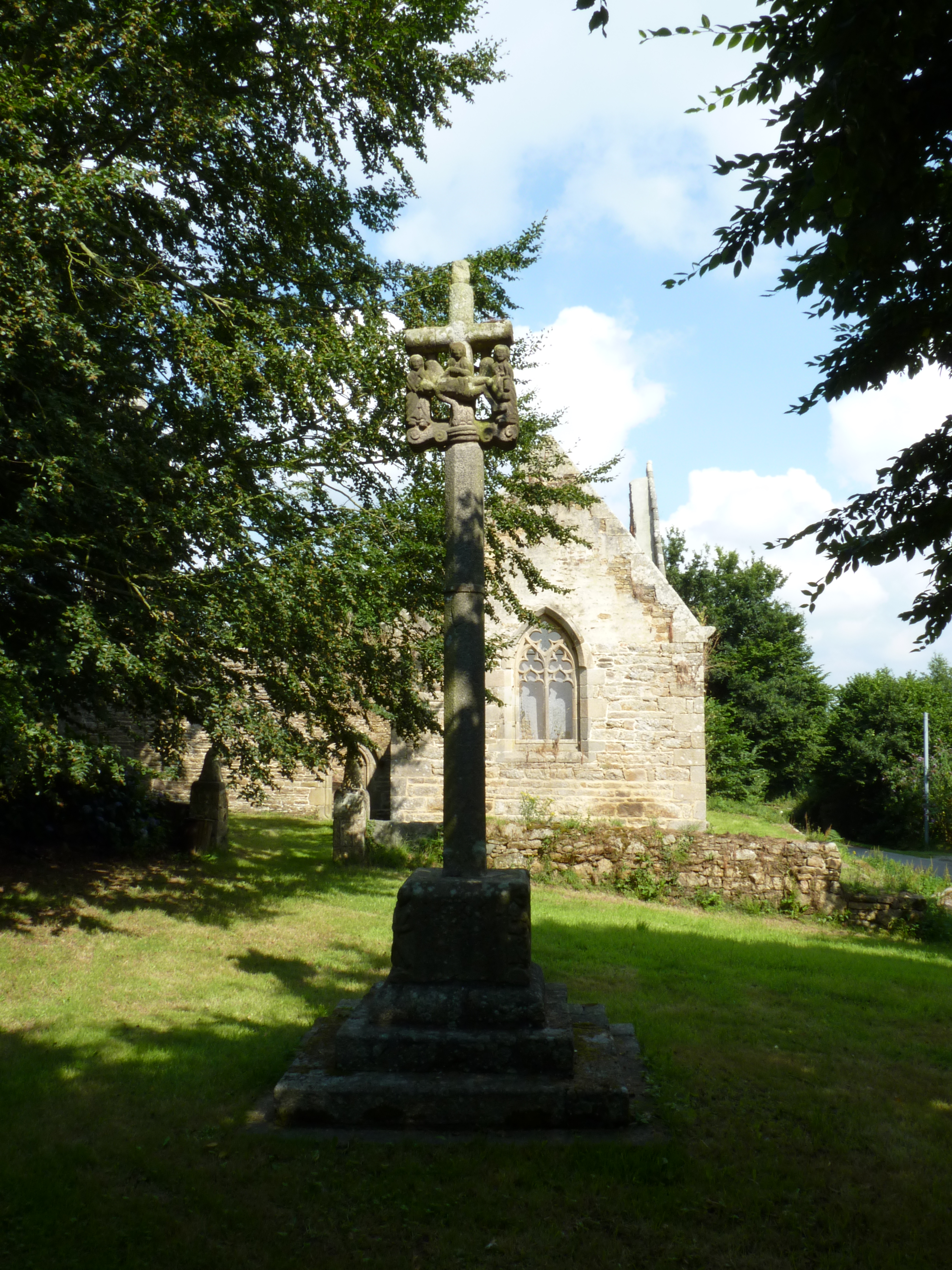
Kapelle Saint-Louis
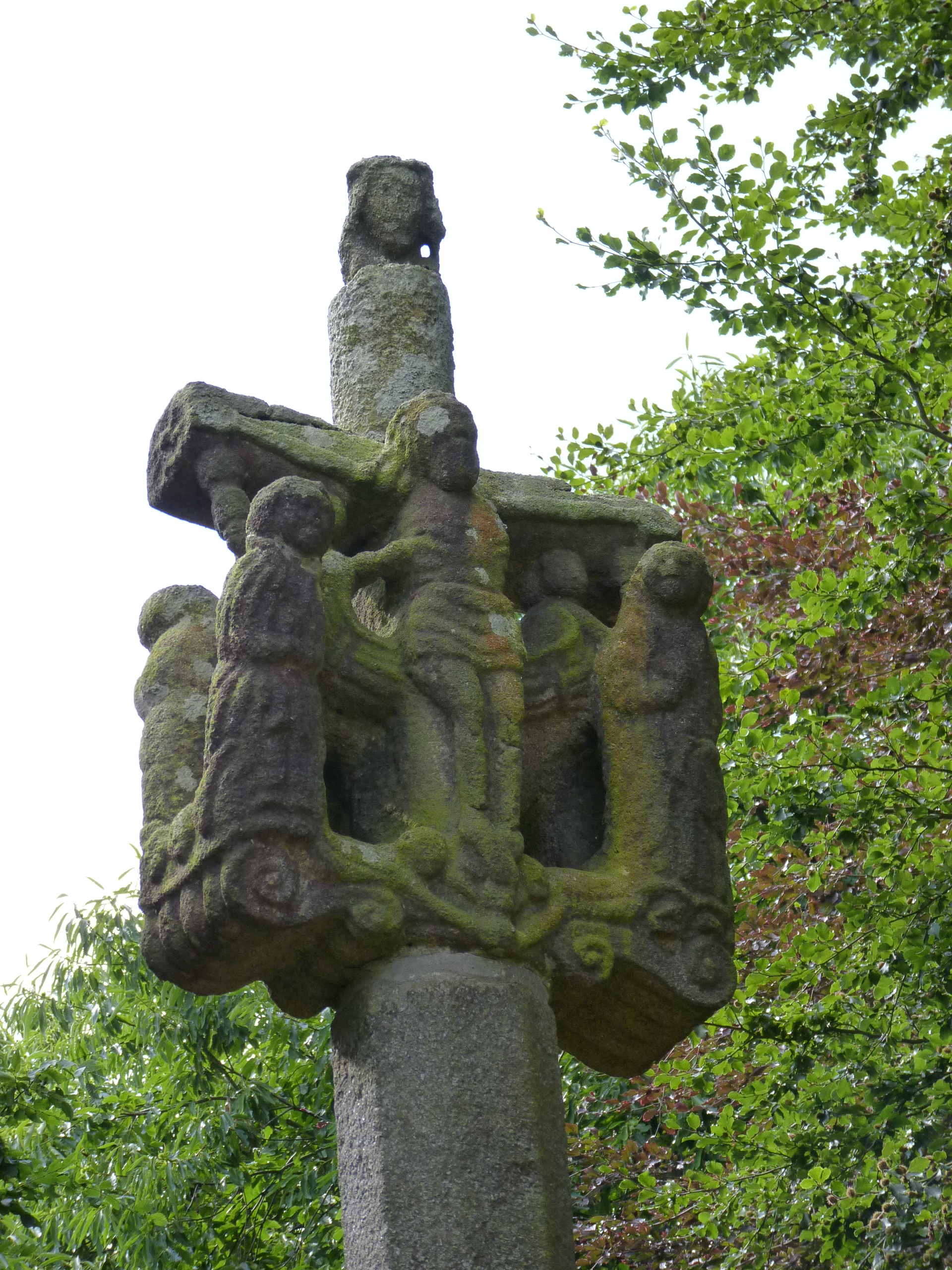
Calvaire vor der Kapelle Saint-Louis
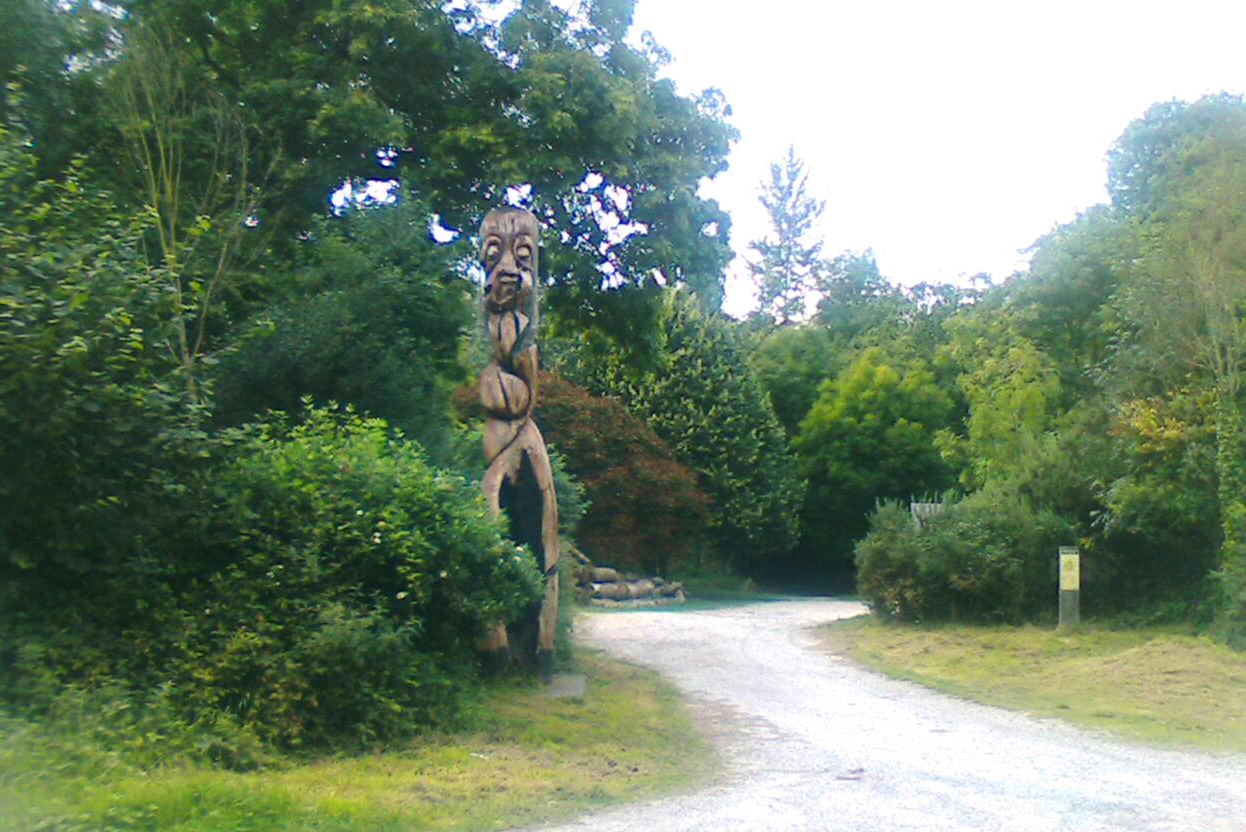
Totem-Skulptur am botanischen Lehrpfad
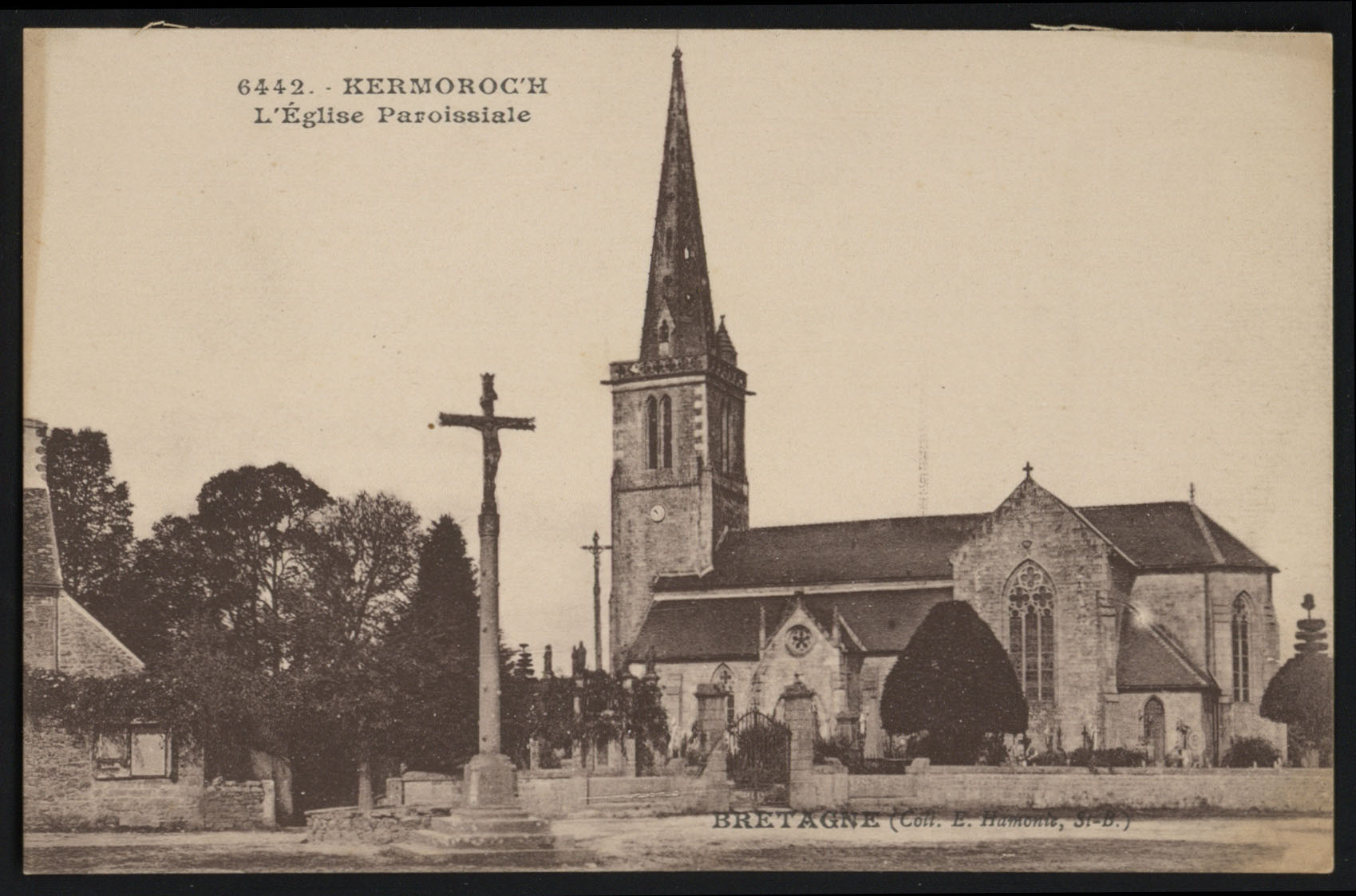
Kirche Sainte-Brigitte (Postkarte zwischen 1917 und 1925)

## Wirtschaft und Infrastruktur
Hauptwirtschaftszweig der Gemeinde ist nach wie vor die Landwirtschaft. In Kermoroc’h gibt es zwölf Landwirtschaftsbetriebe (Getreideanbau, Milchwirtschaft, Rinder- und Geflügelzucht). Daneben entwickelt sich auch der Tourismus mit der Schaffung einiger Pensionen und Ferienhäuser.
Kermoroc’h liegt abseits der überregional bedeutenden Verkehrswege. Sechs Kilometer südwestlich von Kermoroc’h besteht Anschluss an die autobahnähnlich ausgebaute Fernstraße D 767 von Guingamp nach Lannion. Der nächste Bahnhof befindet sich im drei Kilometer entfernten Squiffiec an der Bahnlinie von Guingamp nach Paimpol.

## Belege
1. ↑  Namensherkunft aus books.google.de
2. ↑  Kermoroc’h auf cassini.ehess
3. ↑  Kermoroc’h auf INSEE
4. ↑  Eintrag Nr. IA00002913 in der Base Mérimée des französischen Kulturministeriums (französisch)
5. ↑  Eintrag Nr. IA00002907 in der Base Mérimée des französischen Kulturministeriums (französisch)
6. ↑  Eintrag Nr. PA00089679 in der Base Mérimée des französischen Kulturministeriums (französisch)
7. ↑  Eintrag Nr. IA00002905 in der Base Mérimée des französischen Kulturministeriums (französisch)
8. ↑  Eintrag Nr. IA00002912 in der Base Mérimée des französischen Kulturministeriums (französisch)
9. ↑  Eintrag Nr. IA00002906 in der Base Mérimée des französischen Kulturministeriums (französisch)
10. ↑  Eintrag Nr. IA00002904 in der Base Mérimée des französischen Kulturministeriums (französisch)
11. ↑  Eintrag Nr. IA00004353 in der Base Mérimée des französischen Kulturministeriums (französisch)
12. ↑  Eintrag Nr. IA00004354 in der Base Mérimée des französischen Kulturministeriums (französisch)
13. ↑  Landwirtschaftsbetriebe auf annuaire-mairie.fr (französisch)